# RORO선 사고 목록
RORO선 사고 목록은 전세계의 RORO선 관련 사고들을 정리한 것이다.
- en:MV Princess Victoria, 1953년, 132명 사망,  영국, 사고 당시 제2차 세계 대전 이후 영국 내 최다 사망 관련 재난 사고.
- en:SS Heraklion, 1966년, 200명 사망,  그리스
- en:TEV Wahine, 1968년, 52명 사망,  뉴질랜드
- en:MS Herald of Free Enterprise, 1987년, 193명 사망,  영국
- en:MS Jan Heweliusz, 1993년, 55명 사망,  폴란드
- 에스토니아호, 1994년, 852명 사망,  에스토니아, 20세기 이래 최다 사망한 해양 사고
- en:MS Express Samina, 2000년, 82명 사망,  그리스
- en:MS al-Salam Boccaccio 98, 2006년, 1000명 사망,  이집트
- en:MV Queen of the North, 2006년, 2명 사망,  캐나다
- en:SuperFerry_9, 2009년, 10명 사망,  필리핀
- 아리아케호, 2009년,  일본, 수심이 얕아 승객 전원 구조, 마루에이 페리 참조.
- en:MV Baltic Ace, 2012년, 11명 사망,  바하마
- 세월호, 2014년, 295명 사망,  대한민국